# Derek Stingley Jr.
Derek Stingley Jr. (geboren am 20. Juni 2001 in Baton Rouge, Louisiana) ist ein US-amerikanischer American-Football-Spieler auf der Position des Cornerbacks. Er spielte College Football für die LSU Tigers und gewann mit den Tigers das College Football Playoff National Championship Game in der Saison 2019. Im NFL Draft 2022 wurde er als dritter Spieler von den Houston Texans ausgewählt.

## Frühe Jahre und College
Stingley besuchte die Dunham School in seiner Heimatstadt Baton Rouge, Louisiana. Während seiner Highschoolkarriere gelangen ihm 27 Interceptions, 17 verhinderte Pässe und 15 Touchdowns als Kick Returner oder als Punt Returner. Er wurde als Gatorade Player of the Year 2018 im Bundesstaat Louisiana ausgezeichnet. Rivals.com bewertete ihn als besten Highschool-Footballspieler seines Jahrgangs.
Ab 2019 ging Stingley auf die Louisiana State University und spielt College Football für die LSU Tigers. Als Freshman war er von Beginn an Stammspieler und kam in allen 15 Spielen zum Einsatz. Ihm gelangen sechs Interceptions, womit er die Southeastern Conference (SEC) in dieser Statistik anführte, zudem konnte er 15 Pässe abwehren. Er wurde in das All-Star-Team der SEC und zum Consensus All-American gewählt. Mit den Tigers gewann er das College Football Playoff National Championship Game. In der Saison 2020 konnte Stingley seine Zahlen aus der Vorsaison in einer schwächeren LSU-Defense nicht wiederholen, zudem war die Saison durch die COVID-19-Pandemie in den Vereinigten Staaten deutlich verkürzt. Allerdings ließ er nur ein Play für über 20 Yards zu. Stingley wurde erneut in das All-Star-Team der SEC sowie von der American Football Coaches Association zum All-American gewählt. In der Vorbereitung auf die Saison 2021 verletzte Stingley sich am linken Fuß. Er kam in den ersten drei Partien zum Einsatz, fiel aber anschließend wegen seiner Fußverletzung aus. Nach der Saison 2021 gab Stingley seine Anmeldung für den NFL Draft 2022 bekannt.

## NFL
Stingley wurde im NFL Draft 2022 an dritter Stelle von den Houston Texans als erster Cornerback in diesem Draft ausgewählt. In neun Spielen als Starter konnte er fünf Pässe verhindern und eine Interception fangen, wobei er keinen Touchdown zuließ, bevor er mit einer Oberschenkelverletzung für den Rest der Saison ausfiel.
Wegen einer Oberschenkelverletzung verpasste Stingley in der Saison 2023 nach dem zweiten Spieltag sechs Partien. Am 13. Spieltag wurde er als AFC Defensive Player of the Week ausgezeichnet. Beim 22:17-Sieg gegen die Denver Broncos fing er zwei Interceptions und wehrte vier Pässe ab. Zudem wurde er für Dezember/Januar als Defensive Player of the Month in der NFL ausgezeichnet, in diesem Zeitraum gelangen ihm drei Interceptions. Insgesamt verzeichnete Stingley in der Saison 2023 fünf Interceptions und 13 abgewehrte Pässe in elf Partien.
In der Saison 2024 spielte Stingley erstmals in allen 17 Partien, dabei gelangen ihm erneut fünf Interceptions, zudem wehrte er 18 Pässe ab. Er wurde in den Pro Bowl sowie zum First Team All-Pro gewählt. Nach der Saison einigte Stingley sich im März 2025 mit den Texans auf eine Vertragsverlängerung um drei Jahre im Wert von 90 Millionen US-Dollar.

### NFL-Statistiken
| Saison                             | Saison | Spiele | Spiele      | Tackles | Tackles | Tackles | Tackles | Interceptions | Interceptions | Interceptions | Interceptions | Interceptions | Fumbles | Fumbles | Fumbles |
| Jahr                               | Team   | Spiele | als Starter | Gesamt  | Solo    | Ast     | Sacks   | PD            | INT           | Yds           | Lng           | TD            | FF      | FR      | TD      |
| ---------------------------------- | ------ | ------ | ----------- | ------- | ------- | ------- | ------- | ------------- | ------------- | ------------- | ------------- | ------------- | ------- | ------- | ------- |
| 2022                               | HOU    | 9      | 9           | 43      | 35      | 8       | 1,0     | 5             | 1             | 9             | 9             | 0             | 0       | 0       | 0       |
| 2023                               | HOU    | 11     | 11          | 39      | 28      | 11      | 0,0     | 13            | 5             | 17            | 14            | 0             | 0       | 0       | 0       |
| 2024                               | HOU    | 17     | 17          | 54      | 37      | 17      | 0,0     | 18            | 5             | 48            | 31            | 0             | 0       | 0       | 0       |
| Gesamt                             | Gesamt | 37     | 37          | 136     | 100     | 36      | 1,0     | 36            | 11            | 74            | 31            | 0             | 0       | 0       | 0       |
| Quelle: pro-football-reference.com |        |        |             |         |         |         |         |               |               |               |               |               |         |         |         |

## Persönliches
Stingleys Großvater Darryl Stingley (1951–2007) spielte ab 1973 in der NFL als Wide Receiver für die New England Patriots. Er verletzte sich 1978 in einem Preseason-Spiel schwer und war von da an gelähmt. Derek Stingley Sr. wurde im MLB Draft 1993 in der 26. Runde ausgewählt, schaffte es aber nie zu einem Einsatz in der MLB. Er spielte später Football in der Arena Football League.